# Rejas de Ucero
Rejas de Ucero es una localidad española de la provincia de Soria, partido judicial de Burgo de Osma (Castilla y León). Pertenece al municipio de Nafría de Ucero.

## Demografía
En el año 1981 contaba con 54 habitantes, concentrados en el núcleo principal, pasando a 19 en 2010, 10 varones y 9 mujeres.
| Gráfica de evolución demográfica de Rejas de Ucero entre 2000 y 2010                             |
|                                                                                                  |
| Población de derecho (2000-2010) según los censos de población del INE a 1 de enero de cada año. |

## Historia
A la caída del Antiguo Régimen la localidad se constituye en municipio constitucional en la región de Castilla la Vieja que en el censo de 1842 contaba con 26 hogares y 92 vecinos, para posteriormente integrarse en Nafría de Ucero.